# Atomaria nitidula
Atomaria nitidula là một loài bọ cánh cứng trong họ Cryptophagidae. Loài này được Marsham miêu tả khoa học năm 1802.